# David Zeman
David Zeman (* 1971) je český lékař, neurolog a biochemik, výzkumu se věnuje ve FN Ostrava a přednáší na Lékařské fakultě Ostravské univerzity v Ostravě. Jeho otcem je Miloš Zeman, bývalý předseda vlády a bývalý prezident České republiky.

## Osobní život
David Zeman pochází z prvního manželství Miloše Zemana, s Blankou Zemanovou – rodiče byli spolužáky na střední ekonomické škole v Kolíně, kam spolu chodili do třídy. Matka posléze pracovala jako účetní, otec se stal ekonomem.
Manželství rodičů trvalo v letech 1971–1978. Podle Blanky Zemanové otec svého syna od dětství ignoroval, podle Miloše Zemana naopak matka použila syna při rozvodovém řízení jako zbraň a bránila mu stýkat se s ním; vztah syna s otcem se urovnal až poté, co David Zeman od matky jako dospělý odešel.
V roce 1996 vyšla najevo kauza, ve které Lidové noviny informovaly o jeho demonstrativní sebevraždě po rozchodu s přítelkyní, ve které novináři zveřejnili nepřesné informace a David Zeman z toho důvodu následně deklaroval úmysl o další sebevraždu. Z této události vyplývá osobní odpor Miloše Zemana vůči novinářům.
David Zeman má polovlastní sestru Kateřinu, která se narodila ve druhém manželství jeho otce (s Ivanou roz. Bednarčíkovou).

## Kariéra
Pracuje jako lékař ve Fakultní nemocnici v Ostravě na Neurologické klinice v Centru pro diagnostiku a léčbu demyelinizačních onemocnění a přednáší na Lékařské fakultě Ostravské univerzity v Ostravě.

## Názory a postoje
Moravskoslezský deník uvedl, že většinu času tráví David Zeman „v relativní izolaci od okolního světa v útrobách laboratoře, kde se i díky nekonfliktnímu a přátelskému prostředí na svém stávajícím působišti cítí šťastný“. Proto také odmítal veřejnou pozornost v souvislosti s otcovou první prezidentskou kandidaturou. Pro Deník prohlásil: „Svého otce si vážím a jeho kandidaturu i ve druhém kole svým hlasem podpořím. Nedomnívám se, že bych byl v tomto svém rozhodnutí příliš ovlivněn příbuzenským vztahem k němu – ostatně se vídáme jen sporadicky.“ Zájem novinářů ho zjevně nikterak netěšil, a proto žádal média, aby respektovala jeho soukromí.